# Alloo in de Gevangenis
Alloo in de Gevangenis is een documentairereeks waarin reporter Luk Alloo verscheidene gevangenen opzoekt in de gevangenis en naar hun verhalen luistert.

## Seizoenen
De televisieserie bestaat uit drie seizoenen:
1. Alloo in de Gevangenis
2. Alloo uit de Gevangenis
3. Alloo in de Vrouwengevangenis

## Alloo uit de Gevangenis
Alloo uit de Gevangenis is het tweede deel uit de documentairereeks Alloo in de Gevangenis. Nu zoekt reporter Luk Alloo verscheidene ex-gevangenen op en confronteert hen met het verleden.

### Ex-gevangenen
- Clement zat 12 jaar in de gevangenis voor een reeks bankovervallen, in de laatste aflevering van het eerste seizoen (17 oktober 2013) deelt men mee dat Clement op 11 oktober 2013 overleden is.
- François zat 8 jaar in de gevangenis voor heling.
- Bayram zat een gevangenisstraf uit voor het dealen van drugs.
- Patrick zat 25 jaar in de gevangenis voor moord.
- Luc zat 7 jaar in de gevangenis voor brandstichting.

## Alloo in de Vrouwengevangenis
Alloo in de Vrouwengevangenis is het derde en voorlopig laatste deel uit de documentairereeks Alloo in de Gevangenis. In dit seizoen gaat reporter Luk Alloo verscheidene vrouwelijke gevangenen opzoeken in de gevangenis en luistert naar hun verhalen.

### Gevangenen
- Kelly (31 jaar, drugs)
- Kim (30 jaar, drugs) – Kim overleed op 23 juli 2013 in de gevangenis.
- Annick (39 jaar, moord)
- Natalie (24 jaar, mensenhandel)
- Kimberley (25 jaar, oplichting) – heeft een relatie met An
- An (37 jaar, levensdelict)